# 緋牛内駅
緋牛内駅（ひうしないえき）は、北海道北見市端野町緋牛内にある北海道旅客鉄道（JR北海道）石北本線の駅である。電報略号はヒウ。事務管理コードは▲122530。駅番号はA64。

## 歴史
- 1912年（大正元年）

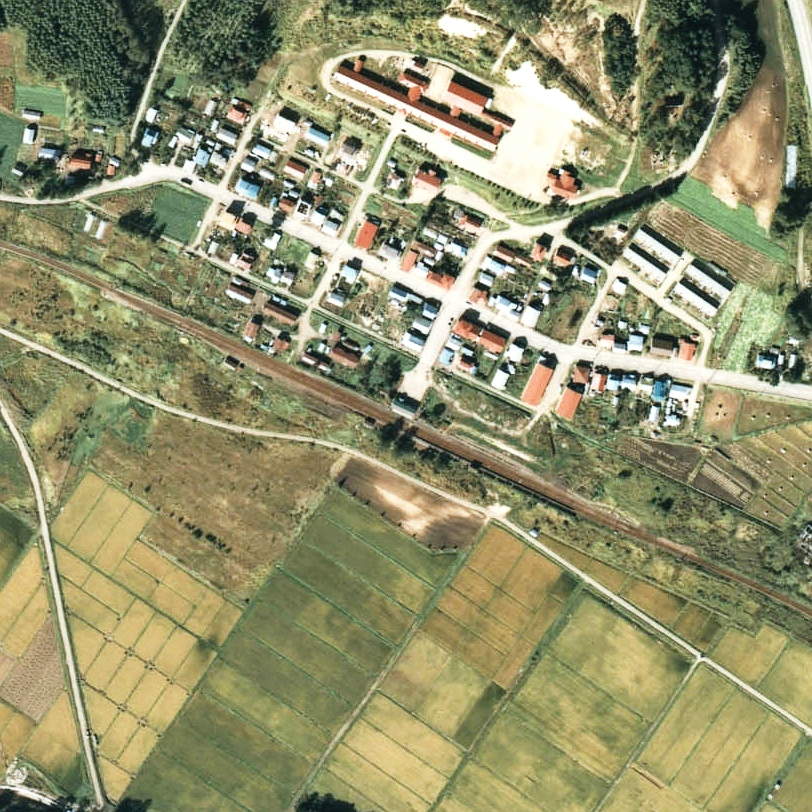
1977年の緋牛内駅と周囲約500m範囲。右が網走方面。

  - 10月5日：鉄道院網走線野付牛駅（現在の北見駅） - 網走駅（後の浜網走駅）間開業にともない開業[3][4]。一般駅[1]。
  - 11月18日：池田駅 - 野付牛駅 - 網走駅間を網走本線に改称[3]。
- 1949年（昭和24年）6月1日：公共企業体である日本国有鉄道に移管。
- 1961年（昭和36年）4月1日：新旭川駅 - 網走駅間を石北本線に改称[3]。同線所属となる。
- 1975年（昭和50年）12月25日：貨物取扱い廃止[1]。
- 1983年（昭和58年）1月10日：荷物取扱い廃止[1]。CTC導入により無人化[5]。
- 1987年（昭和62年）4月1日：国鉄分割民営化によりJR北海道に継承[1][3]。
- 1988年（昭和63年）：駅舎改築[6]。
- 2025年（令和7年）3月15日：同日のダイヤ改正で石北本線の輸送体系が見直され、上り始発普通列車が当駅を通過するようになる[JR北 1][注釈 1]。

### 駅名の由来
所在地名より。アイヌ語の「ススウシナイ（susu-us-nay）」（ヤナギ・群生する・川）からとされるが、「ピウシナイ（pi-us-nay）」（石・多い・川）から、とする説もある。

## 駅構造
相対式ホーム2面2線の地上駅。2番線は両方向に出発信号機や停止位置表示があり、下り列車同士の列車交換も可能。北見方に構内踏切がある。
北見駅管理の無人駅である。

### のりば
| 番線 | 路線      | 方向 | 行先               |
| ---- | --------- | ---- | ------------------ |
| 1    | ■石北本線 | 下り | 網走・知床斜里方面 |
| 2    | ■石北本線 | 上り | 北見・遠軽方面     |

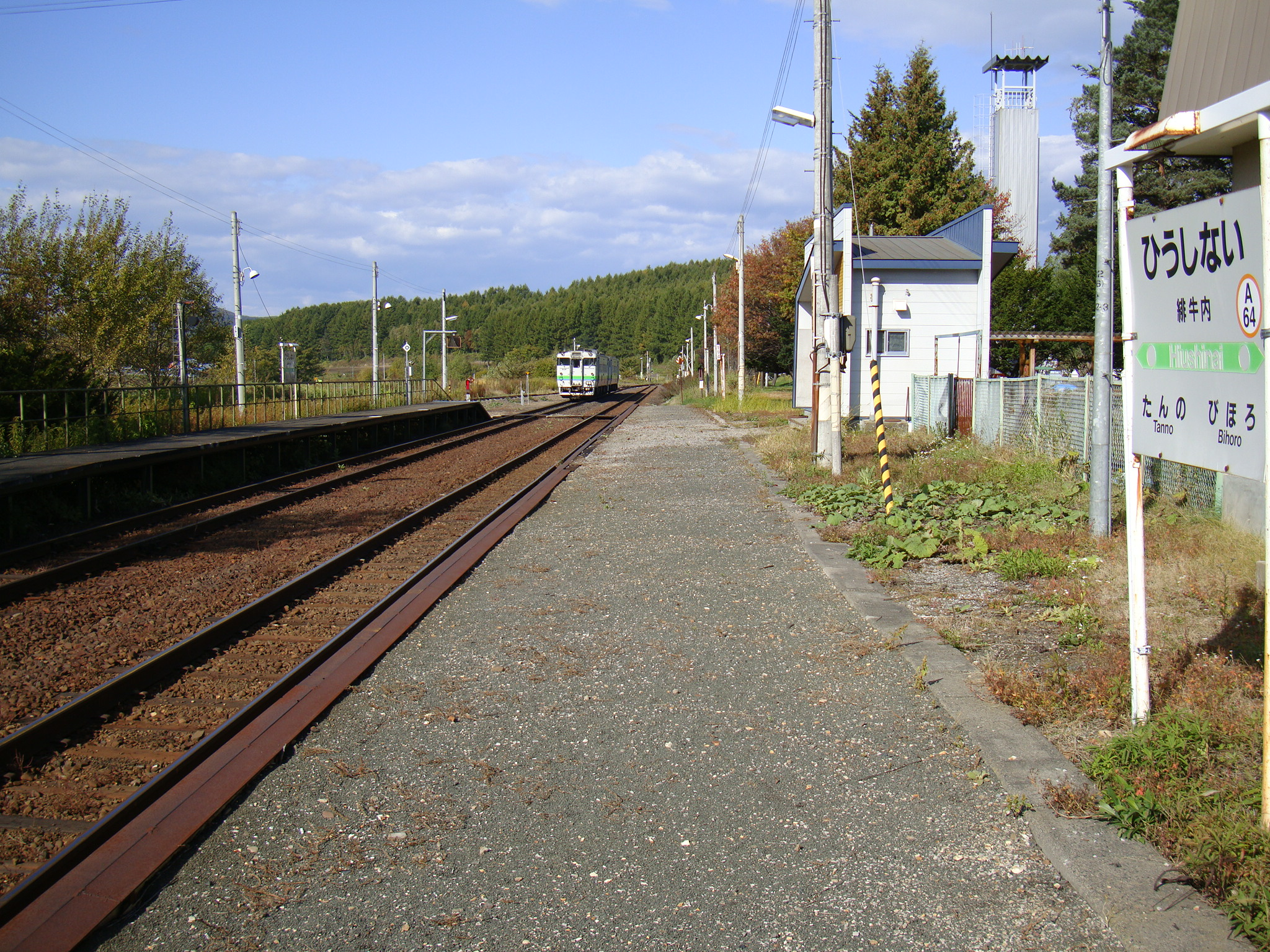
ホーム（2009年10月）
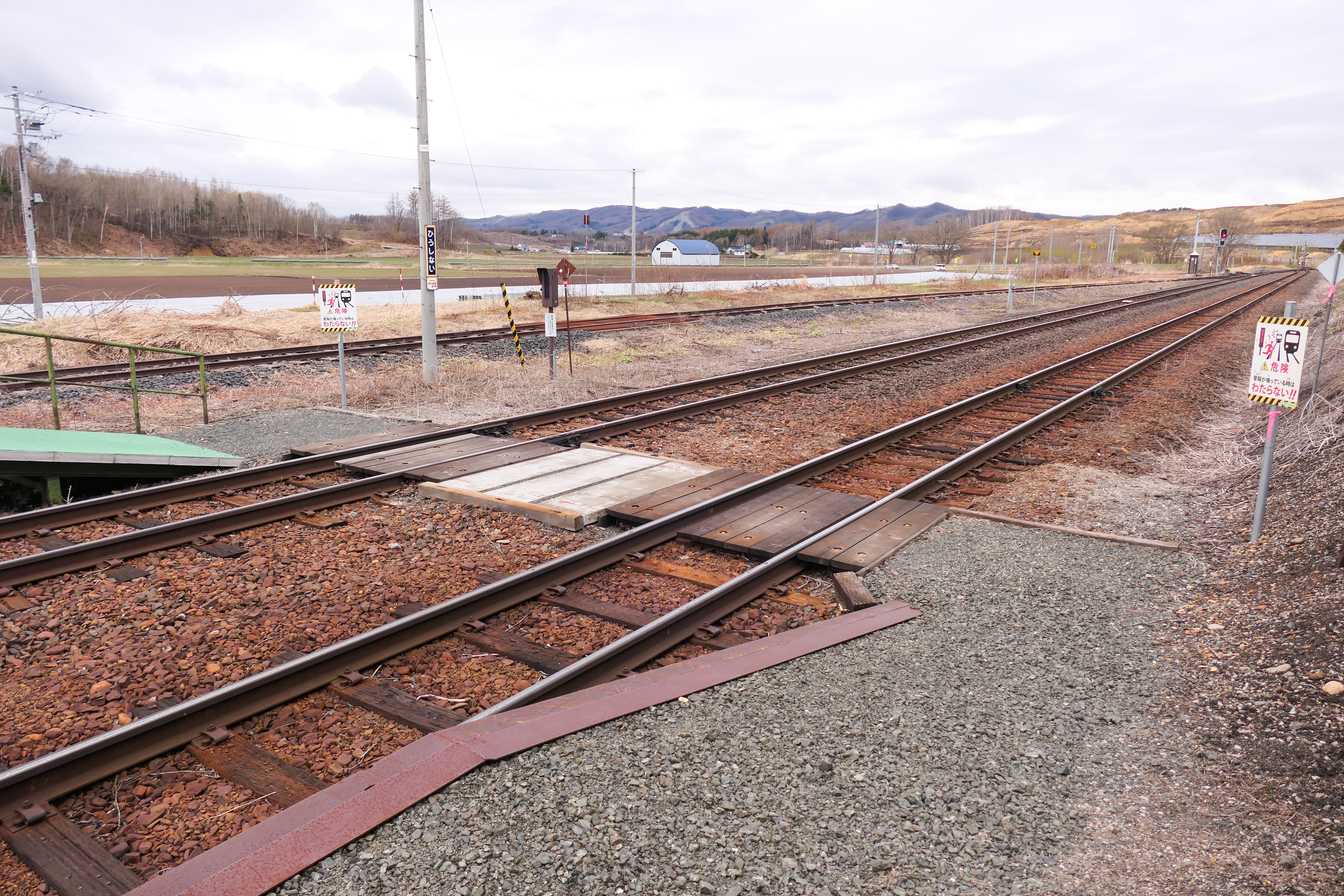
構内踏切（2021年5月）
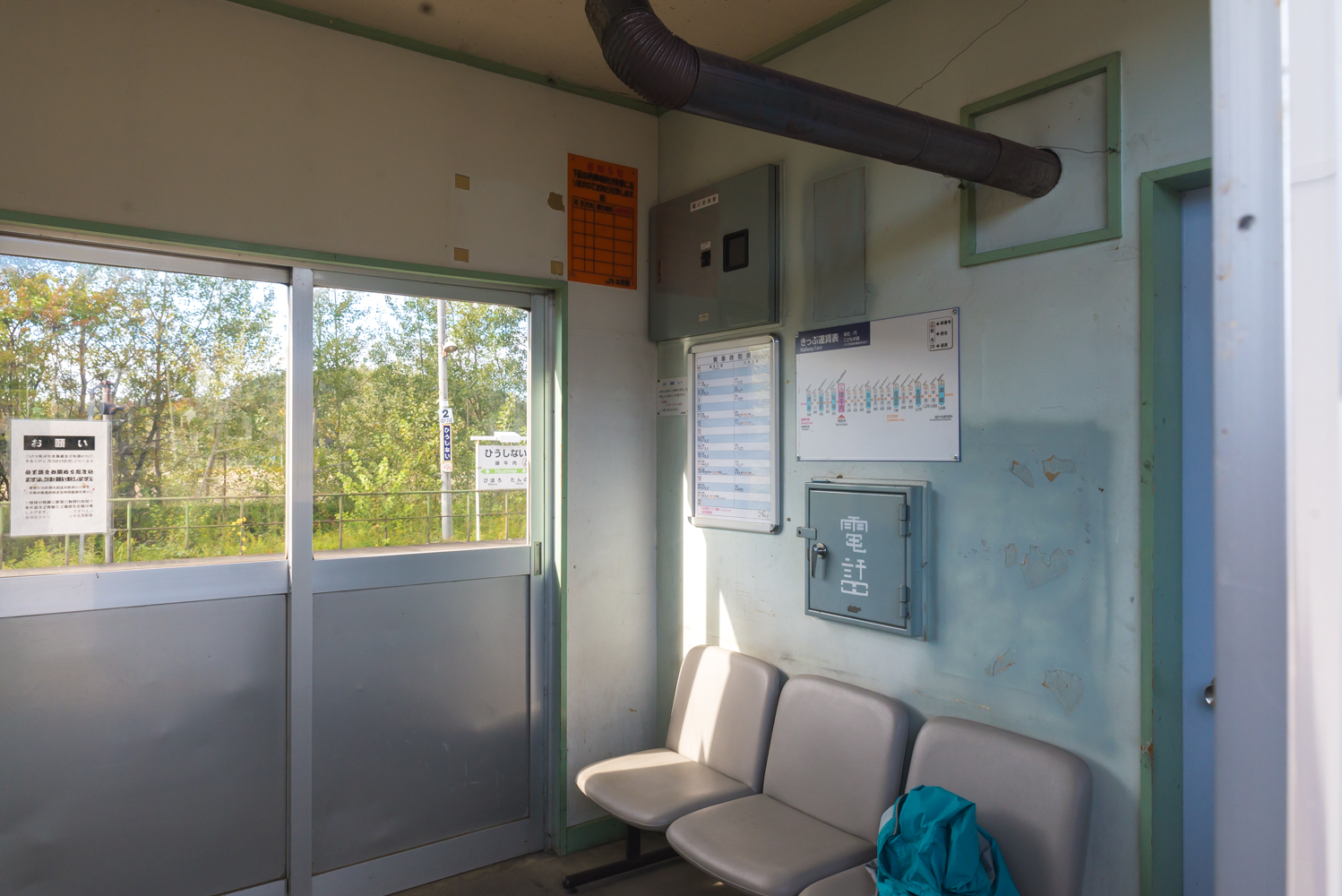
待合室内観（2021年5月）
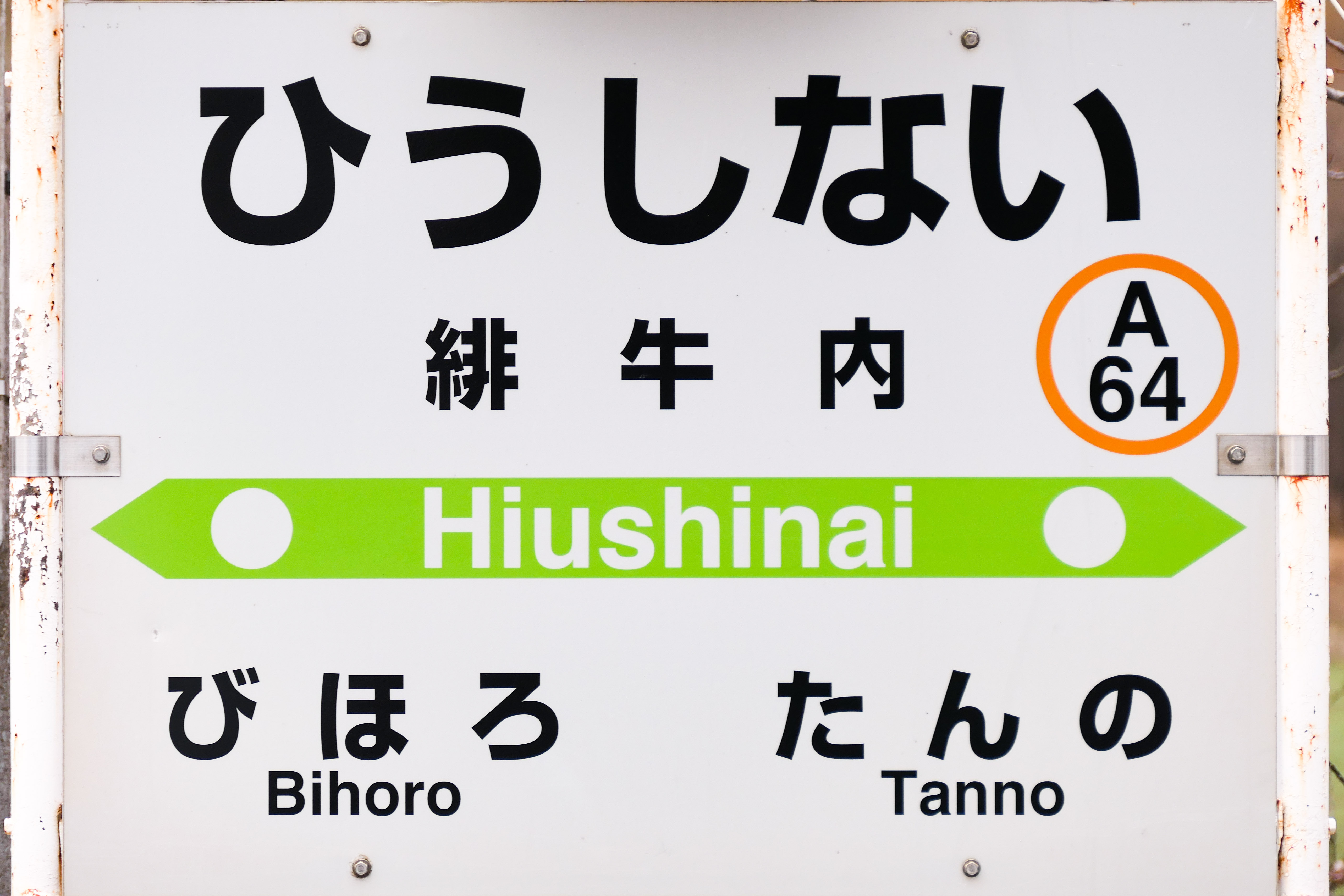
駅名標（2021年5月）

## 利用状況
乗車人員の推移は以下のとおり。年間の値のみ判明している年については、当該年度の日数で除した値を括弧書きで1日平均欄に示す。乗降人員のみが判明している場合は、1/2した値を括弧書きで記した。
また、「JR調査」については、当該の年度を最終年とする過去5年間の各調査日における平均である。
| 年度               | 乗車人員 | 乗車人員 | 乗車人員 | 出典       | 備考 |
| 年度               | 年間     | 1日平均  | JR調査   | 出典       | 備考 |
| ------------------ | -------- | -------- | -------- | ---------- | ---- |
| 1978年（昭和53年） |          | 75       |          | [ 9 ]      |      |
| 2016年（平成28年） |          |          | 8.6      | [ JR北 2 ] |      |
| 2017年（平成29年） |          |          | 8.0      | [ JR北 3 ] |      |
| 2018年（平成30年） |          |          | 7.4      | [ JR北 4 ] |      |
| 2019年（令和元年） |          |          | 5.6      | [ JR北 5 ] |      |
| 2020年（令和02年） |          |          | 4.6      | [ JR北 6 ] |      |
| 2021年（令和03年） |          |          | 3.0      | [ JR北 7 ] |      |
| 2022年（令和04年） |          |          | 2.6      | [ JR北 8 ] |      |
| 2023年（令和05年） |          |          | 3.0      | [ JR北 9 ] |      |

## 駅周辺
- 北海道道556号緋牛内北見線
- 緋牛内郵便局
- 国道39号
- 緋牛内の大カシワ(天然記念物)
- 鎖塚
- 北海道北見バス「緋牛内」停留所[10]

## 隣の駅
北海道旅客鉄道（JR北海道）
■石北本線

端野駅 (A63) - 緋牛内駅 (A64) - *美野仮乗降場 - *鳥ノ沢仮乗降場 - 美幌駅 (A65)
*打消線は廃駅